# Ferdinand de Neufville de Villeroy
Ferdinand de Neufville de Villeroy (1608 - 1690) fut évêque de l'Église catholique française.

## Biographie

### Débuts
Fils de Charles de Neufville, marquis de Villeroy, et de Jacqueline de Harlay, Ferdinand de Neufville de Villeroy naquit à Rome en 1608, pendant l'ambassade de son père près le Saint-Siège. Il eut pour parrain Ferdinand de Médicis, grand-duc de Toscane, qui lui donna son nom. Ses frères aînés, Nicolas et Camille, furent maréchal de France et archevêque de Lyon.
Il fait ses premières études au collège de Clermont suivies par sa théologie à la Sorbonne pendant plusieurs années où il obtient un doctorat de droit canon.

### Carrière ecclésiastique
Il embrasse la carrière ecclésiastique et devint abbé commendataire de Saint-Wandrille. Au cours de son abbatiat, il entreprit la restauration des bâtiments ruinés par les Huguenots et favorisa l'introduction de la Réforme de Saint-Maur. Il est député de la province ecclésiastique de Lyon à l'Assemblée du clergé de 1635 et ordonné prêtre en juillet 1643 en prévision d'une carrière épiscopale.
Protégé de son oncle Achille de Harlay de Sancy, il fut nommé évêque , coadjuteur à Saint-Malo, avec droit de succession et évêque in partibus infidelium de Sebaste (de). Consacré comme tel le 28 août 1644 ainsi qu'évêque d'Augustopolis-en-Phrygie par son oncle, par Denis de La Barde et René du Louët de Coëtjunval, évêques de Saint-Brieuc et de Quimper, il devint titulaire du siège épiscopal de Saint-Malo le 20 novembre 1646, Harlay démissionnant six jours avant de mourir. Par là même, il fut promu abbé de Saint-Méen et Gaël. Nommé évêque de Chartres le 19 mai 1657, il mit en œuvre les directives du concile de Trente, fondant ainsi un séminaire diocésain au Coudray.
Il assista Anthyme-Denis Cohon, évêque de Dol, avec l'évêque de Vannes Charles de Rosmadec dans l'église de l'Assomption de Paris à la consécration épiscopale de François de Visdelou, nommé coadjuteur de Quimper, avec titre d'évêque in partibus de Madaure, le 7 mai 1651.

### Décès
Décédé à Paris le 8 janvier 1690, Neufville de Villeroy fut inhumé dans la chapelle du séminaire de Chartres qu'il avait fondé.

### Armoiries
| Blason | Blasonnement : D'azur au chevron d'or, accompagné de trois croisettes ancrées du même. Commentaires : Variante : D'azur au chevron d'or accompagné de trois croix pattée au pied fiché. Cimier : une crosse d'or accolée à une mitre au naturel. Soutien : deux palmes de sinople (effacé) reliées par un ruban de gueules. |

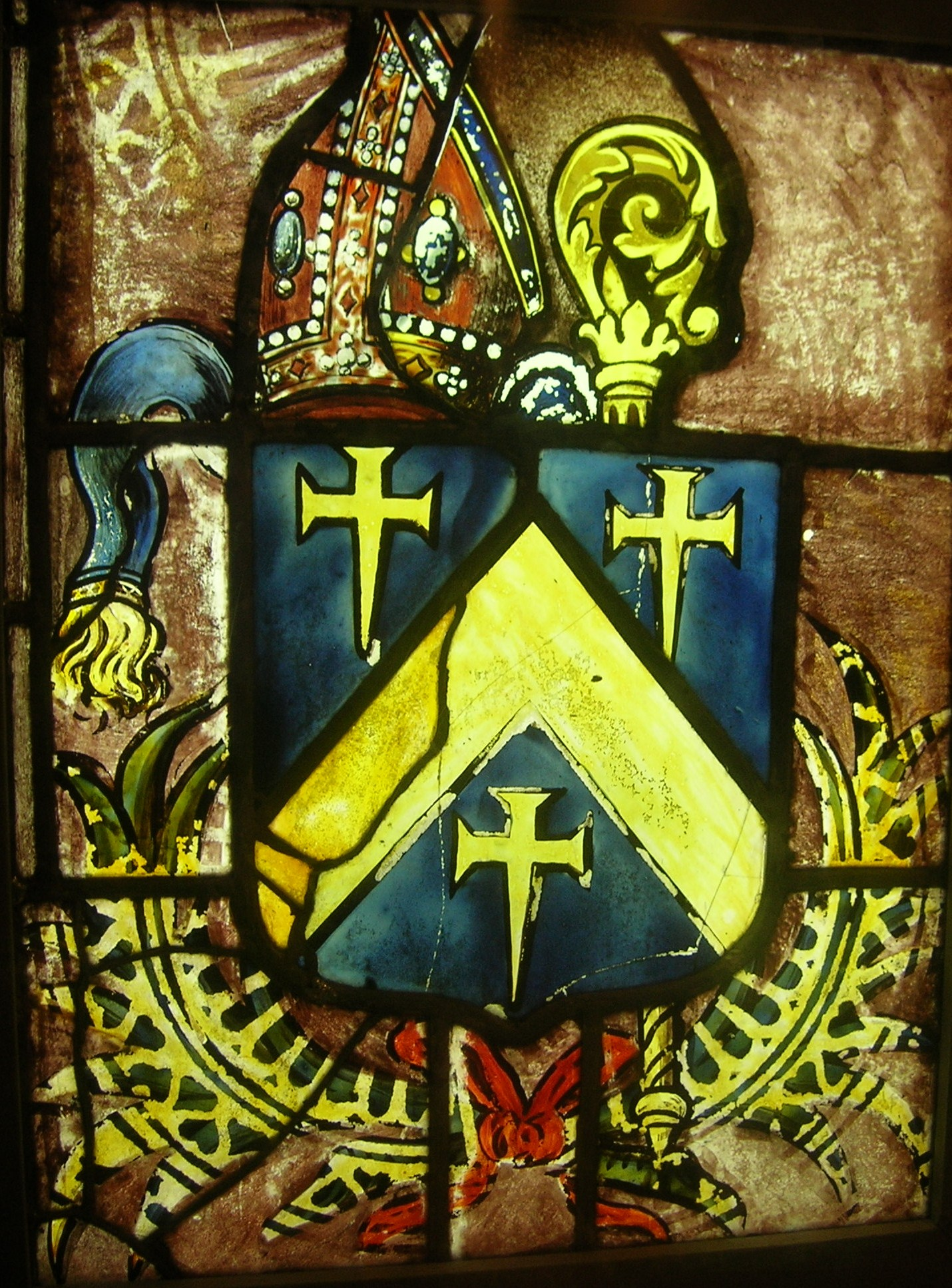
Blason de l'évêque Ferdinand de Neufville de Villeroy, au Centre International du Vitrail de Chartres : d'azur au chevron d'or, accompagné de trois croix pattées au pied fiché. Cimier : une crosse d'or accolée à une mitre au naturel. Soutien : deux palmes de sinople (effacé) reliées par un ruban de gueules.
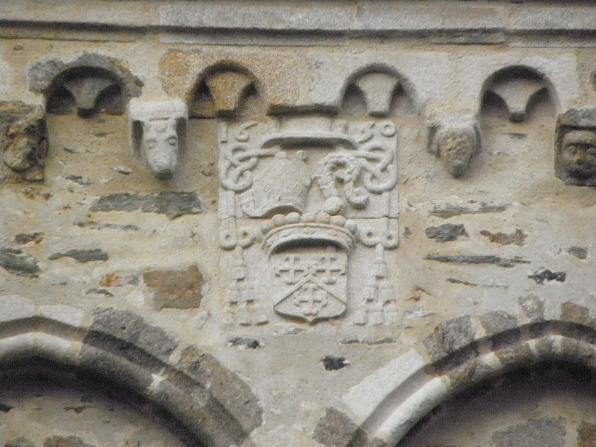
Armes de l'évêque Ferdinand de Neufville de Villeroy, sur la tour de l'abbatiale de Saint-Méen-le-Grand.

Il existerait un autre blason, spécifique à l'évêque Ferdinand de Neufville de Villeroy : Écartelé : au 1er et 4e : d'azur au chevron d'or accompagné de trois croisettes ancrées de même, qui est de Neufville de Villeroy  ; au 2e et 3e : d'argent à deux pals de sable, qui est de Harlay . Blason timbré d'une couronne de comte, d'une crosse et d'une mitre, le tout surmonté d'un chapeau épiscopal à six glands,.

## Sources
- Chanoine Amédée Guillotin de Corson, Pouillé historique de l'archevêché de Rennes, Rennes, Fougeray et Paris, René Haton, 1880-1886, 6 vol. in-8° br., couv. impr.
- (en) Joseph Bergin The Making of French Episcopate (1589-1661) Yale University Press 1996  (ISBN 978-0300067514) p. 677.